# Балустрада
Балустрада (франц. balustrade, од грч. βαλαύστιον, цвет дивљег нара), ограда степеништа, балкона, балатуре или неке кровне површине, састављена од низа међусобно повезаних стубића – балустера, од природног или вештачког камена, од дрвета или метала, завршена једним равним наслоном – гредицом. Неправилно се истим именом назива и пун оградни зид који има исту намену. Судећи по материјалним остацима и писаним изворима, овај вид ограде није коришћен у античкој архитектури. Први познати примери појављују се у архитектури ренесансе, крајем XV века (Ђулијано да Сангало, Вила Медичи, Пођо а Кајано, 1485), а захваљујући Брамантеу (Tempietto, 1502) и Микеланђелу (балустрада на римском Капитолу) балустрада постаје обавезни елемент свих каснијих стилова који се базирају на класичном репертоару мотива.

## Етимологија
Према Оксфордском речнику енглеског језика, реч „baluster“ потиче од француске речи balustre, од италијанске речи balaustro, од balaustra, „цвет граната“ (због сличности са набубрелим обликом полураскривеног цвета (илустрација доле десно)) од латинског balaustrium, од грчког βαλαύστριον (balaustrion).

## Опис
Балустрада — ред поновљених балустера. Најзапаженији део ограде. Његова сврха је спречити падове. Понекад обавља само декоративну функцију, на пример, крунише фасаду.
Разликују се:
- унутрашње балустраде, намијењене за украшавање фасаде галерија и трибина;
- спољашње балустраде, постављане на крају поплочаних тераса зграда или на олуке поткровља;
- масивне балустраде, формиране од масивног зида;
- ажурне балустраде, ажурне или са ажурним декорацијама, са шупљим изрезима;
- лажне, глуве или затворене балустраде, када се исти ти изрези наносе само на камену позадину;
- рампе, у односу на степенице, ограде којих они јесу и у односу на хоризонтале којих формирају угао, обично од 30° до 35°. Сами балустери могу бити, у зависности од случаја, равни или коси.

## Историја
Балустрада, важан елемент класичне архитектуре, ипак, била је непозната старим Грцима и Римљанима. Инспирисани обликом стаклених флаша, италијански вајари су створили балустер. Историчар уметности Рудолф Витковер, остајући опрезан у вези са изумитељем балустера, напомиње да ју је најсистематичније користио архитекта Ђулијано да Сангалло. Од XVII века до почетка XIX века балустрада је постала неизоставан елемент, нарочито у Француској, класичне, а затим неокласичне архитектуре. 
Штавише, класични архитекти су је чешће користили у декоративне, него практичне сврхе, постављајући балустраде на местима где се није осећала потреба за оградом.